# 孟加拉短蛇鯖
孟加拉短蛇鯖（学名：Rexea bengalensis）為輻鰭魚綱鱸形目鯖亞目蛇鯖科的其中一種，分布於印度西太平洋海域，棲息深度143-820公尺，體長可達22公分，棲息在中底層水域，屬肉食性，以魚類、甲殼類、頭足類等為食。
其种加词“bengalensis ”意为“孟加拉的”。